# Schizomyia loroco
Schizomyia loroco är en tvåvingeart som beskrevs av Gagne 2008. Schizomyia loroco ingår i släktet Schizomyia och familjen gallmyggor.
Artens utbredningsområde är El Salvador. Inga underarter finns listade i Catalogue of Life.